# Chiclayo
Chiclayo er en by i den nordvestlige del af Peru, hovedstad i regionen Lambayeque. Byen har 552.508(2017) indbyggere.
Pave Leo XIV var biskop af Chiclayo.   